# 상톈어
상톈어(商天娥, 상천아, Kiki Sheung, 1963년 7월 24일 ~ )는 중화인민공화국 홍콩 특별행정구의 여성 영화배우, 연극배우, 텔레비전 연기자, 뮤지컬 배우, 가수이다.

## 생애
홍콩에서 출생하였으며 지난날 한때 중화인민공화국 광둥성 장먼 시 신후이 구에서 잠시 유아기를 보낸 적이 있는 그녀는 1980년 연극배우 첫 데뷔하였으며 1983년 텔레비전 드라마에서 연기자 데뷔하였고 1985년 영화 《맹귀박인(猛鬼迫人)》의 주연으로 영화배우 데뷔하였으며 1994년 뮤지컬 배우로 데뷔하였고 1996년 가수로도 데뷔하였다.

## 같이 보기
- 관쥐잉
- 천슈주
- 린이치